# العمود الفقري (فلم 1975)
العمود الفقري (بالإنجليزية: Backbone) (بالسيريلية الصربية: Kičma) ، فيلم دراما يوغسلافية لعام 1975 من إخراج فلاتكو جيليتش . تم إدخاله في مهرجان كان السينمائي 1977.

## طاقم العمل
- دراغان نيكوليتش - Pavle Gvozdenović
- Predrag Laković - Pepi
- ميرا بانجاك Mira Banjac
- ميلوتين بوتكوفيتش Milutin Butković
- ستانيسلافا يانجيتش - آنا Stanislava Janjic - Ana
- Seka Sablić - (كJelisaveta Sabljic)Seka Sablić
- ندى سكرينجار -Bolesnica-Nada Skrinjar
- Miroljub Lešo
- ندا Spasojević Neda- Spasojević
- Đorđe Jelisić
- ريناتا أولمانسكي - امرأة من كافانا Renata Ulmanski- Woman from kafana
- سلايانا ماتوفيتش - يليناSlađana Matović - Jelena
- دراغومير فيلبا Dragomir Felba
- دانيلو "باتا" ستويكوفيتش - رجل من كافان Danilo "Bata" Stojković - Man from kafane
- يلينا سفوروفيتش - (كيلينا رادوفيتش)Jelena Čvorović - (as Jelena Radovic)
- Jelka Utornik
- Taško Načić

## روابط خارجية
- مقالات تستعمل روابط فنية بلا صلة مع ويكي بيانات